# Schron przeciwlotniczy na Winogradach w Poznaniu
Schron przeciwlotniczy na Winogradach – jeden z trzech naziemnych schronów przeciwlotniczych, zaprojektowanych przez Niemców w 1941 dla Poznania. Znajduje się na osiedlu Kosmonautów, na terenie jednostki pomocniczej Osiedle Nowe Winogrady Wschód w dzielnicy Winogrady. 

## Charakterystyka
Siedmiokondygnacyjny obiekt wzniesiono w 1944 przy ul. Czarna Rola. Ma rzut prostokąta i wysokość 20 metrów. Przewidziano go dla potrzeb centrali telefonii dalekosiężnej. Był odporny na bomby burzące i gazy bojowe (posiadał śluzę gazową). Wyposażono go w agregat prądotwórczy, system filtrów powietrza, windę i zaplecze socjalne. Schron został skomunikowany z pocztą przy ul. 23 Lutego przy pomocy kabla. Obecnie stoi niezagospodarowany, mimo że istniały plany zaadaptowania go na ściankę wspinaczkową.

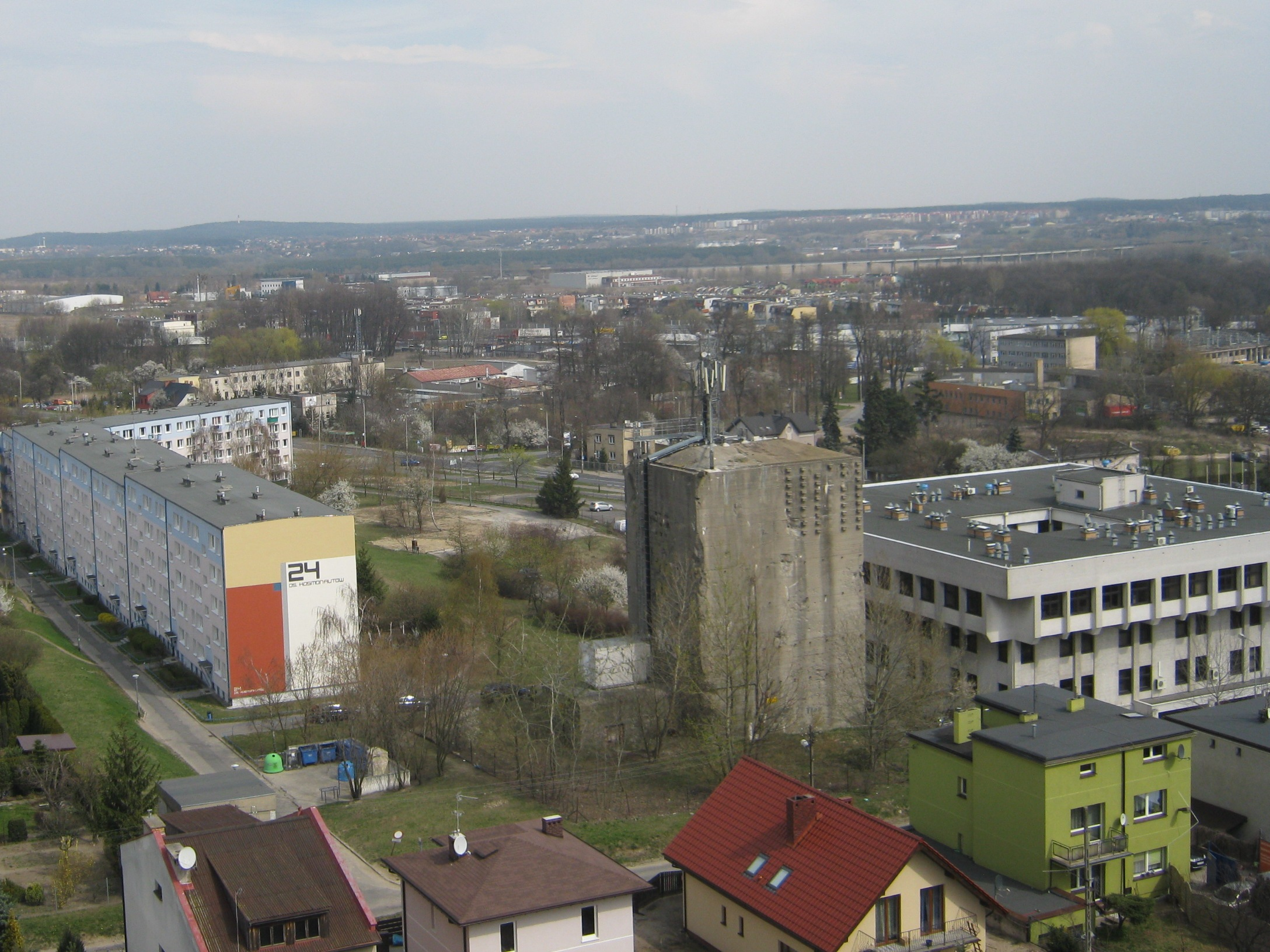
Widok z jednego z wieżowców

Dwa pozostałe poznańskie schrony podobnego typu powstały na Osiedlu Kopernika i przy ul. Taylora w centrum (dla centrali kolejowej).